# Frank Zane
Frank Zane (născut la 28 iunie 1942 în Kingston, Pennsylvania) este un fost culturist profesionist și profesor american.

## Educație
Zane a primit o B.S. (diplomă universitară de Licențiat în Știință) în Educație la Universitatea Wilkes din Wilkes Barre, Pennsylvania în 1964. Mai târziu el a câștigat o B.A. (diplomă universitară de Licențiat în Arte) în psihologie de la Cal State LA în 1977. În cele din urmă, lui i s-a conferit diploma de Master în Psihologie Experimentală, de la Cal State SB, California în 1990.

## Cariera de culturist
Zane a câștigat titlul Mr. Olympia de trei ori, din 1977 până în 1979. Domnia lui a reprezentat o trecere în forță de la masă la estetic. Fizicul proporțional dezvoltat al lui Zane împreună cu cea mai subțire talie din toată istoria Mr. Olympia și cu umerii săi lați au creat un adevărat corp tip-V. 
1. ↑  „Frank Zane”, Freebase Data Dumps[*] Verificați valoarea |titlelink= (ajutor)